# 文法の技法
『文法の技法』（希: Τέχνη Γραμματική）とは、紀元前1世紀ごろにディオニュシオス・トラクスによって書かれた現存する最古のギリシア語の文法書である。ホメロスに代表される古典の読解を目標として音韻論や形態論についての記述を行い、後にヨーロッパ文法学の規範となった。

## 歴史
アリストテレスの流れを汲むアレクサンドリア学派は紀元前三世紀ごろに主にホメロスなどの古典を研究していたが、当時はすでに意味不明な語が多かったので前後の文脈などから簡単に推測するにとどめていた。しかし、それらが方言を研究することで明らかになるものが多いことがわかると、ストア派の哲学的・論理学的な研究とは異なる新たな文献学的研究の道が拓かれることになった。その系譜にあるのがアリスタルコスの弟子であるディオニュシオス・トラクスとアポロニオス・デュスコロスであり、その個々の知識からなる経験（エンペイリア）をまとめたのが『文法の技法』であった。その後はラテン文法の規範となり、中世に至るまでの千年にわたってヨーロッパ文法学の基礎となった。
現在もっとも信頼できる底本は1883年にギュスタヴ・ウーリッヒが八本の写本をもとに作成したものとされているが、信憑性に関する議論自体は未だなお論争の的となっている。代表的な異同として「ピリオドはコンマとどう異なるか？」や「場所」などの節の有無が挙げられる。

## 翻訳
日本語訳は存在しない（2022年5月現在）。
- Die Fragmente des Grammatikers Dionysios Thrax, hrsg. von K. Linke, de Gruyter, 1977. https://doi.org/10.1515/9783110855135.1
- The Tekhne Grammatike of Dionysius Thrax: Translated into English by J. Alan Kemp, 1986. https://doi.org/10.1075/hl.13.2-3.12kem
- La Grammaire de Denys le Thrace, traduite et annotée par Jean Lallot, CNRS éditions, 2003.
- The Grammar of Dionysius Thrax Translated into English by Anthony Alcock.